# Дубовий Іван Наумович
Іван Наумович Дубовий (нар. 12 (24) вересня 1896 - пом. 29 липня 1938) — радянський військовий діяч українського походження, командарм другого рангу. Репресований і розстріляний.

## Ранні роки
Народився Іван Дубовий на хуторі Чмирівка Чигиринського повіту Київської губернії (нині Черкаська область, Чигиринський район) у родині селянина. Вихідці того краю поповнювали лави пролетаріату Донбасу та Криворіжжя. Тому в деяких біографічних нарисах указано на його пролетарське походження. І справді — його батько Наум Іпатійович уже на початку XX-го століття працював на шахтах Юзівки. Тому юнацькі роки Дубового минули на Донеччині; з нею пов'язана його діяльність і в пізніші часи.

## Перша світова війна
За часів Першої світової (з листопада 1916 р.) служив у царській армії — у 30-му Сибірському стрілецькому полку. У спогадах Микити Хрущова згадувано — 1917 року Дубовий закінчив школу прапорщиків. З «Історії походів та бойових дій…» відомо, що ця подія сталася в Іркутську після Лютневої революції. Уже тоді Іван Дубовий став червоногвардійцем і виступив разом з однодумцями проти юнкерів тієї школи. Але додаткової інформації про те, яким чином він опинився в Сибіру, немає. Улітку 1917 року він вступає до лав РСДРП(б).

## Революція
Після Жовтневого заколоту знову опиняється на Донбасі, де на початку 1918 року організовує червоногвардійські загони; один із них Дубовий і очолює в Бахмуті. Досить швидко робить військову кар'єру: з березня 1918 обіймає посаду воєнкома (військового комісара), потім — коменданта, і нарешті — начальника зв'язку Центрального штабу Червоної гвардії Донбасу.

## ЗЦарицинав Україну
З літа 1918 року, коли більшовики втратили владу на Донбасі, Іван Дубовий у складі червоногвардійських загонів бере участь в обороні Царицина (нині — Волгоград). У жовтні того самого року стає заступником начальника штабу 10-ї армії, що входила до Південного фронту РСЧА (командувач — Ситін П. П., члени РВР — Сталін Й. В., Ворошилов К. Є. та Минін С. К.). Треба зазначити: ситуація на Південному фронті склалася так, що Ситіна було фактично відсторонено від справ, а його обов'язки виконував Ворошилов — командувач 10-ї армії. І тільки за втручання ЦК РСП(б) Сталіна та Миніна відкликано з Царицина, а Ворошилова, що з ним Дубовий був у досить дружніх стосунках, переведено на посаду начштабу 1-ї кавалерійської дивізії.
Наприкінці 1918 року закінчилось перебування Ворошилова на берегах Волги — він отримав посаду наркома з внутрішніх справ України. Так само в Україну пролягли й дороги Івана Дубового. На початку 1919 року «побратими» по обороні Царицина, що їх доля занесла на різні посади, дістали серед українських військових назву — «царичани».

## В Україні
7 лютого 1919 року нарком з військових справ України Межлаук В. І. видав наказ № 18, згідно з яким окружним військовим комісаром Київського округа призначено Мацилецького С. К., а його заступником — Дубового І. Н., який незадовго до того став до виконання такої ж посади в Харьківському окружному військовому комісаріаті. Проте в зв'язку зі змінами в строях Українського фронту та формуванням Групи військ київського напрямку Мацилецький з 17 лютого очолює групу, а Дубовий стає його заступником.
Після створення Першої української радянської армії обіймає посаду начальника штаба, з кінця травня тимчасово (фактично — до кінця червня) виконує обов'язки командувача армії. Коли гра в Першу українську радянську армію припинилася, влившись до 12-ї армії Західного фронту РККА, Івана Дубового призначають командиром 44-ї дивізії, створеної з 3-ї прикордонної російської армії. Дивізія до того зазнала втрат та була дуже малочисельною. Після підсилення її потужнішою 1-ю українською радянською, нове утворення очолює Щорс, а Дубовий — заступник.
Смерть Щорса 30 серпня 1919 року стала тією датою, коли Дубовий очолив 44-у дивізію. Щоправда, з невеликою перервою: від 10 вересня до 23 жовтня, — допоки тривало слідство обставин загибелі Щорса. Але лишався Дубовий на цій посаді аж до січня 1922 року (за іншими джерелами — до 1924). Під його керівництвом дивізія воювала з «білополяками» та Денікіним.

## Військова кар'єра
Заслуги Дубового в часи війни не лишились поза увагою керівництва військ РСЧА: з 1924 року він обіймає посаду командира 14-го корпусу армії більшовицької Росії, що квартирував поблизу Києва та в Чернігові. На той час корпус складався з 7-ї Чернігівської, 45-ї Волинської та 46-ї стрілецьких дивізій.
У 1926 році закінчив курси підвищення кваліфікації вищого командного складу, а в 1927 році виїжджає до Німеччини на двомісячне стажування у військах рейхсвера. З 1929 року — помічник, а з 1934 — заступник командувача військ Українського військового округу. За час роботи на цій посаді його повторно відряджено до Німеччини, де Дубовий надалі знайомився з новинками озброєння, стратегії, тактики (1933).
З 1935 року — командувач військ Харківського військового округу, член Військової ради при наркоматі оборони СРСР, командарм 2-го рангу. Автор книжки «Мої спогади про Щорса», Київ, 1935.

## Арешт і страта
Заарештувала Дубового 20 серпня 1937 року група НКВС СРСР нібито через необережне слово на захист підданих репресіям своїх колег бойовиків-комуністів. За вироком Військової колегії Найвищого суду СРСР від 28 липня 1938 Дубового вбито в харківській тюрмі НКВС. Родину переміщено в концтабори ГУЛАГ НКВС.
Реабілітували Дубового самі комуністи 14 липня 1956 року.

## Нагороди
- Орден Червоного прапора (див. Державні нагороди СРСР) як командиру 44-у дивізії. Наказ РВР № 149 від 1920 р.[2]

## Сім'я та родичі
Батько — Дубовий Наум Іпатійович, дружина — Чередник Ніна Дмитрівна.
Рідний племінник — Дубовий Петро Антонович (1911—1969), командир партизанського загону, що в роки Другої світової війни базувався в Холодному Яру.

## Пам'ять

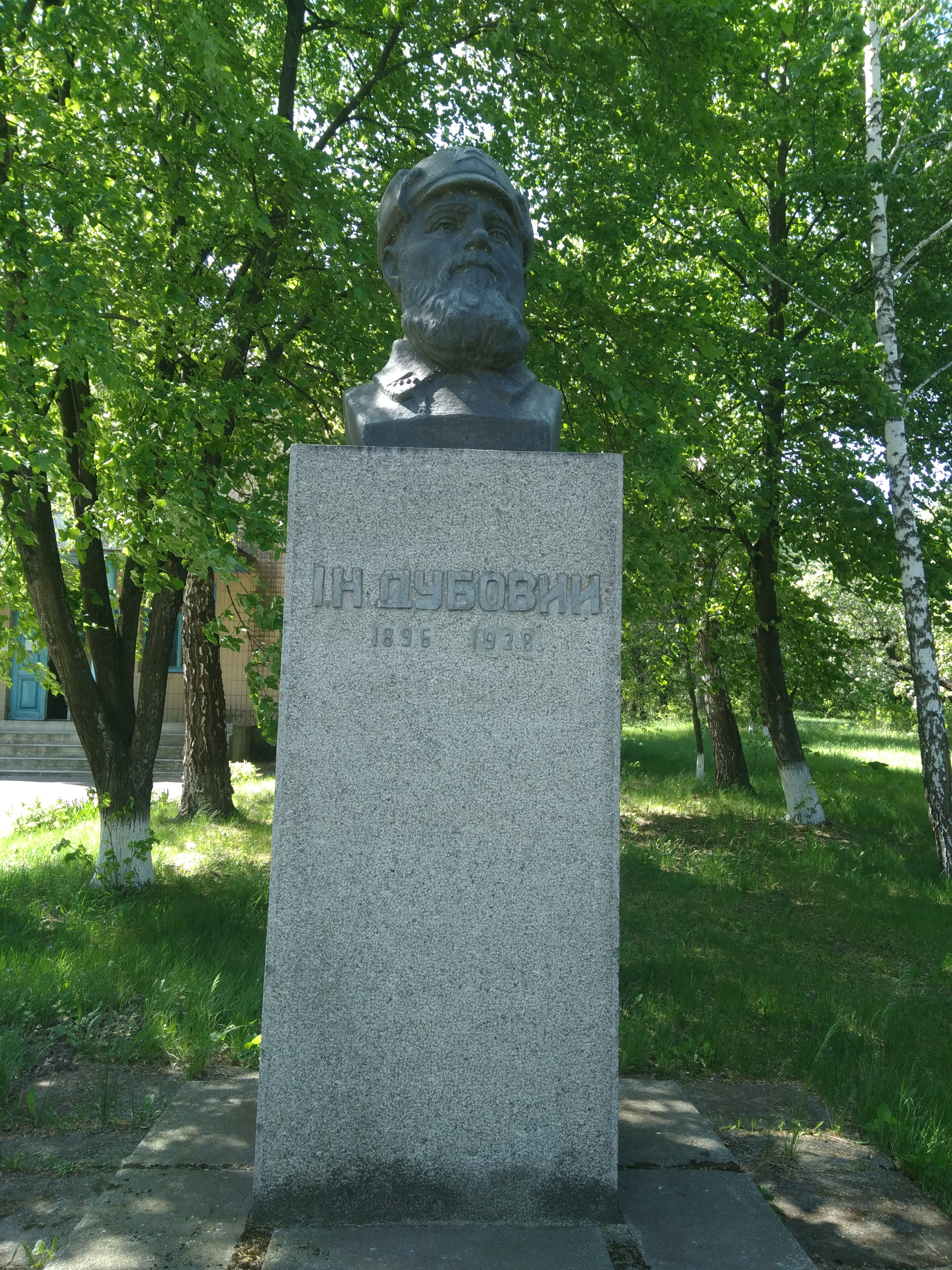
Пам'ятник у с. Новоселиця (демонтовано у 2020 році)

На початку 90-х років XX століття на батьківщині встановлено пам'ятник, який було демонтовано навесні 2020 року.

## Виноски
1. ↑  Наказ військам 12 армії № 180, § 1. РДВА/ЦГАСА, ф. 197, оп. 3, сп. 593, арк. 24.
2. ↑  За перехід з Осокорків на Печерськ по тонкому льоду Дніпра та штурм Києва 15 грудня 1919 року. Такою самою нагородою відзначено й рибалку Олексієнка (по документам Алексєєва) Петра Карловича († 1920), що був провідником 389-го Богунського полку в цій операції.